# Maniola sartha
Maniola sartha är en fjärilsart som beskrevs av Grum-grshimailo 1890. Maniola sartha ingår i släktet Maniola och familjen praktfjärilar. Inga underarter finns listade i Catalogue of Life.